# Štítary
Štítary (en allemand : Schiltern) est un bourg (městys) du district de Znojmo, dans la région de Moravie-du-Sud, en République tchèque. Sa population s'élevait à 611 habitants en 2020.

## Géographie
Štítary se trouve à 18 km au nord-ouest de Znojmo, à 63 km au sud-ouest de Brno et à 163 km au sud-est de Prague.
La commune est limitée par Zálesí et Ctidružice au nord, par Vranovská Ves au nord-est, par Šumná au sud-est, par Onšov et Vranov nad Dyjí au sud, et par Lančov et Chvalatice à l'ouest.

## Histoire
La première mention écrite de la localité date de 1346. La commune a le statut de městys depuis le 10 octobre 2006.

## Transports
Par la route, Štítary se trouve à 20 km de Znojmo, à 90 km de Brno et à 193 km de Prague.